# Javier Bosma
Francisco Javier Bosma Minguez (* 6. November 1969 in Figueres) ist ein ehemaliger spanischer Beachvolleyballspieler. Er wurde zweimal Vizeeuropameister und nahm an drei olympischen Turnieren teil, wobei er 2004 die Silbermedaille gewann.

## Karriere
Bosma erreichte 1994 in Almería das Finale der Europameisterschaft, das er mit Santiago Aguilera gegen die Norweger Kvalheim/Maaseide verlor. In den folgenden beiden Jahren gelangen ihm mit Sixto Jiménez einige Top-Ten-Platzierungen bei Open- und Weltserien-Turnieren, unter anderem wurde er Dritter in Espinho und Zweiter in Teneriffa. Bosma/Jimenez nahmen am olympischen Turnier in Atlanta teil und wurden Fünfter.
Anschließend bildete Bosma ein neues Duo mit Fabio Díez. Die beiden Spanier belegten bei der ersten Weltmeisterschaft in Los Angeles den 17. Platz. Zwei Jahre später verpassten sie in Marseille durch eine Niederlage gegen die Brasilianer Pará/Marques nur knapp eine Medaille. Bei der EM in Palma unterlagen sie erst im Endspiel den Schweizer Titelverteidigern Martin und Paul Laciga. Das Olympiaturnier in Sydney endete für sie im Viertelfinale gegen das deutsche Duo Ahmann/Hager. Anschließend trennten sie sich.
Mit seinem neuen Partner Antonio Cotrino Heras verlor Bosma in der ersten Hauptrunde der Weltmeisterschaft 2001 gegen die US-Amerikaner Blanton/Fonoimoana. Beim nächsten WM-Turnier 2003 trat er mit Pablo Herrera Allepuz an und musste sich in der gleichen Runde den späteren brasilianischen Gesamtsiegern Ricardo/Emanuel geschlagen geben. Im folgenden Jahr erreichten Bosma/Herrera das Viertelfinale der EM in Timmendorfer Strand, das sie in drei Sätzen gegen die Schweizer Egger/Heyer verloren. Zwei Monate später gewannen sie nach einer Niederlage im Finale gegen Ricardo/Emanuel die Silbermedaille bei den Olympischen Spielen in Athen.
Nachdem er 2005 mit Ortiz Vargas und Juan Claudio Garcia Thompson gespielt hatte, musste Bosma sich 2006 bei der EM in Den Haag mit dem geteilten letzten Platz begnügen. Am Ende des Jahres beendete er nach mehreren Knie-Operationen seine internationale Karriere.